# Perizoma poliosama
Perizoma poliosama är en fjärilsart som beskrevs av Hans Rebel 1948. Perizoma poliosama ingår i släktet Perizoma och familjen mätare. Inga underarter finns listade i Catalogue of Life.